# 26235 Annemaduggan
26235 Annemaduggan (tên chỉ định: 1998 QU18) là một tiểu hành tinh vành đai chính. Nó được phát hiện bởi dự án Nghiên cứu tiểu hành tinh gần Trái Đất Lincoln ở Socorro, New Mexico, ngày 17 tháng 8 năm 1998. Nó được đặt theo tên Annemarie Duggan, an American educator ở Shrewsbury, Massachusetts.